# El regreso (película de 2011)
El regreso (The Return en inglés) es una película costarricense del género drama de 2011, escrita y dirigida por el cineasta Hernán Jiménez, quien además asume el papel del protagonista. Es la segunda dirigida por Jiménez. Fue producida por Manuel Granda.

## Sinopsis
Después de una década de vivir en la ciudad de Nueva York, Antonio (Hernán Jiménez) un joven de 30 años de edad,  regresa a su natal Costa Rica para una corta visita a su padre (Luis Fernando Gómez).
Luego del robo del pasaporte en un asalto, Antonio se ve obligado a permanecer más tiempo del previsto, lapso en que ocurre un encuentro casual y amoroso con su vieja conocida Sofía (Monserrat Montero). 
Esta combinación de situaciones lo enfrenta a todo por lo que ha luchado desesperadamente por dejar en el pasado: una familia desintegrada y en crisis, un padre enfermo, un país violento y tiempo perdido con amigos que ya no reconoce.
Incapaz de huir como de costumbre, Antonio debe llegar a un acuerdo con su pasado con el fin de apoderarse del presente y construir un futuro mejor.

## Producción
El regreso fue filmado íntegramente en distintas locaciones del Gran Área Metropolitana de San José, entre  julio y agosto de 2010. Fue escrita, dirigida y protagonizada por el propio Hernán Jiménez, basada en algunas  experiencias personales durante su estancia en Nueva York  en años anteriores.  El  guion de esta historia de drama y humor fue escrito  por Jiménez en el San Francisco Art Institute, mientras realizaba sus estudios en cine. 
El elenco incluyó en su totalidad actores costarricenses: Luis Fernando Gómez, Daniel Ross y el niño de 7 años Andre Boxwill, las actrices Bárbara Jiménez y  Monserrat Montero y el propio realizador ,son quienes dan vida a los principales personajes.
La producción lo compuso un equipo joven y con experiencia en audiovisuales en el medio local, integrado por Manuel Granda en la producción, Olga Madrigal, encargada del diseño de producción, la dirección de arte y vestuario. Nicolás Wong y Sergio Gutiérrez son responsables de la dirección de fotografía y el sonido, respectivamente.
Durante el rodaje, y sobre todo en su fase final de producción, sus realizadores debieron enfrentar serios problemas presupuestarios. Debido a ello, Jiménz se vio obligado a realizar una campaña en la plataforma www.kickstarter.com para realizar la posproducción. Gracias a ella recibió tal cantidad de apoyo económico requerido  de al menos 1700 personas  en menos de 48 horas. 

Según Jiménez, El regreso tuvo un costo total de alrededor de $110.000; la posproducción (el aspecto más crítico para financiar) rondó los $70.000 y el dinero que se recogió a través de www.Kickstarter y otras vías fue entre $55.000 y $60.000. Al respecto, reconoció en una entrevista: "Evidentemente hay un déficit en la postproducción y en el precio total. Hay deudas, una gran inversión en publicidad, etc., pero lo más importante es que al número global hay que restarle todo el dinero que aportó la gente".

## Reparto
- Hernán Jiménez - Antonio
- Bárbara Jiménez - Amanda
- Andre Boxwill - Inti
- Luis Fernando Gómez - Papá de Antonio
- Monserrat Montero - Sofia
- Daniel Ross - César
- Rodolfo González - Paolo
- Fernando Chironi - Lucas
- Yesenia Artavia - Agente Migración
- Luis Rodrigo Duran - Galán Restaurante

## Recepción
El regreso significó el primer gran éxito internacional en la carrera de Hernán Jiménez. Se estrenó en el Festival de Cine Latino de Nueva York HBO, ganando el premio al Mejor Largometraje Internacional. La película fue posteriormente estrenada en los cines de Costa Rica y pronto se convirtió en uno de los mayores éxitos de taquilla de todos los tiempos para una producción nacional.
El regreso es la tercera película costarricense más vista en la historia del cine local. luego de Gestación (131.612 personas en 2009)  y Maikol Yordan de viaje perdido (con 770.000 espectadores en 2014).